# Signalnow express
Signalnow Express（シグナルナウ エクスプレス）とはストラテジー株式会社が開発、提供していた高度利用者向け緊急地震速報の受信ソフトウェアである。本ソフトウェア製品は、気象庁が報じる高度利用者向け緊急地震速報が受信できる。このソフトウェアは無料で使用できる。
本ソフトウェアでは都道府県庁単位でしか場所を設定できないため、自宅やオフィスなどの場所を設定したい場合は同社が提供する有料版のSignalNow Professionalを使うか、そのほかの他社製緊急地震速報受信ソフトを使う必要がある。配信サーバーはNTTコミュニケーションズのクラウド・データセンターを使用している。
Signalnow expressサービス終了につき、後継ソフトとしてSignalNow Xが公開された。

## 必要環境
本ソフトウェアはWindows上でのみ動作し、macOSやLinuxといった他のOS環境では動作しない。詳しい動作環境は以下。
- 1024ドット×768ドット以上のディスプレイを推奨
- .NET Framework3.5 SP1以上がインストール済みのPC
- Internet Explorerのバージョンが7以上
- Windows Media Player 11 以上
- WEBブラウジングが可能なインターネット環境

またこれ以外にプロキシサーバを介していると動作しない。

## 更新履歴
- 2010年9月1日 - Version 1.00?:初公開。
- 2010年9月9日 - Version 1.10:Windows XPでのシャットダウンプロセスを改善。
- 2011年3月18日 - Version 1.28.3:暫定版を公開。
- 2011年6月21日 - Version 1.29.2:正式版を公開。
- 2011年8月19日 - Version 1.30.1:バージョンアップ公開。
- 2017年7月31日 - 新サービス「SignalNow X」開始に伴いサービス終了[2]